# Erövringen av Fredrikstad
Erövringen av Fredrikstad var en strid mellan norska och svenska sjö- och landstridskrafter som skedde den 1–4 augusti 1814.

## Striden
Den 3 augusti 1814 i gryningen satte Skärgårdsflottan iland 4000 soldater och 500 båtsmän på den östra och västra sidan av ön Kråkerøy utanför Fredrikstad. Ytterligare ca 1100 man landsattes på den södra sidan. 
På Kråkerøy hade norrmännen 1 100 man, men de retirerade inför övermakten först till öns norra delar, och därifrån in till fästningsstaden Fredrikstad.
På nordsidan av Kråkerøy ligger fortet Isegran, som intogs av de svenska trupperna, som därefter kunde gruppera ett flertal kanoner och beskjuta själva staden.
Den norske kommendanten på fästningen, överstelöjtnant Nils Christian Frederik Hals, överlämnade fästningen och kapitulerade den 4 augusti 1814.

### Bilder

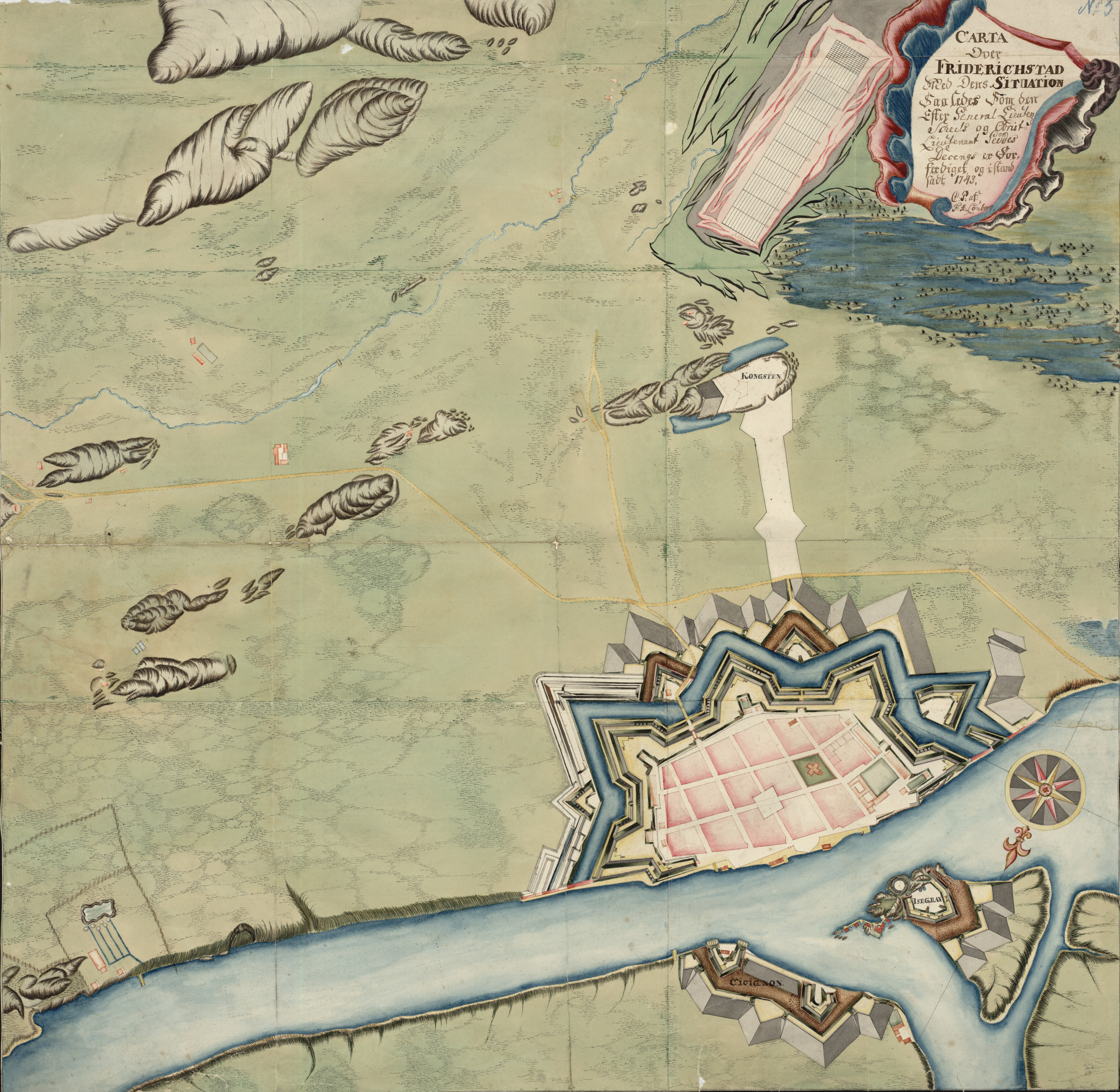
Samtida karta över staden och fästningen.

## Epilog
Norrmännen såg Hals som förrädare då han givit upp staden utan godkännande från generalstaben. Hals dömdes till döden av Norges Høyesterett den 17 december 1816, men Karl Johan, som var norsk kronprins, benådade Hals år 1817.